# Jesús Aranzábal Ojanguren
Jesús Aranzábal Ojanguren (Bergara, 25 de desembre de 1939) fou un ciclista basc, que fou professional entre 1964 i 1972. En el seu palmarès destaca una victòria d'etapa a la Volta a Espanya de 1972 i la general de la Volta a Andalusia de 1966. El 1960 va batre el rècord espanyol dels 100 km contrarellotge.

## Palmarès
- 1963
  - 1r a la Volta al Bidasoa
- 1966
  - 1r a la Volta a Andalusia
  - 1r a Clásica de los Puertos
  - Vencedor d'una etapa de la Volta a Àvila
- 1968
  - Vencedor d'una etapa de la Volta a Mallorca
- 1969
  - 1r a la Vall d'Uixó
  - Campió d'Espanya per regions de contrarellotge, amb Guipúscoa
- 1970
  - Vencedor d'una etapa a la Volta a Euskadi
- 1971
  - Vencedor de 2 etapes a la Volta a Portugal
- 1972
  - Vencedor d'una etapa a la Volta a Espanya

### Resultats a la Volta a Espanya
- 1967. 58è de la classificació general
- 1968. 33è de la classificació general
- 1970. No surt (19a etapa)
- 1971. 33è de la classificació general
- 1972. 42è de la classificació general. Vencedor d'una etapa

### Resultats al Tour de França
- 1966. 48è de la classificació general
- 1967. 50è de la classificació general
- 1972. 56è de la classificació general